# Aleksiej Chowanski
Aleksiej Andriejewicz Chowanski (ros. Алексей Андреевич Хованский; ur. 22 lutego 1814 w Chowanszczinie w guberni penzeńskiej, zm. 29 stycznia 1899 roku w Woroneżu) – wydawca i redaktor pierwszego rosyjskiego czasopisma naukowego poświęconego językom obcym „Fiłołogiczeskije zapiski”.

## Życiorys
Chowanski wydawał „Fiłołogiczeskije zapiski” (Notatki filologiczne) na własny koszt, przez 40 lat piastując stanowisko redaktora naczelnego. W uznaniu zasług dla języka rosyjskiego został kawalerem Orderu św. Anny i Orderu Świętego Włodzimierza.
W czasopiśmie publikowało artykuły wielu znanych uczonych rosyjskich i słowiańskich. Aczkolwiek Chowanski był „zaledwie” nauczycielem rosyjskiego, wielu uczonych z Rosyjskiej Akademii Nauk, uważało do za równego sobie. Fiodor Busłajew, członek Akademii Nauk, powiedział o nim, że:

Chowanski był nie tylko wydawcą książek innych autorów, ale prawdziwym redaktorem, profesjonalistą, który rzeczywiście poddawał dogłębnej redakcji wszystkie publikowane w swoim czasopiśmie materiały, odpowiednio ukierunkowując swoich autorów oraz uzupełniając wydawane przez siebie materiały.

Za główne zadanie całego życia Chowanski uważał „opracowanie metody służącej bardziej świadomemu i celowemu nauczaniu języka ojczystego”. Chowanski nazwał tę metodę „Żywe Słowo”, pisząc, że 

„Żywe, pociągające słowo – to wielka siła, opanowująca uwagę słuchaczy; siła poruszająca uczucia i serca [...]. Fascynująca i pociągająca opowieść może odgrywać ważną rolę w każdym [nauczanym] przedmiocie”.

## Fundusz Chowanskiego

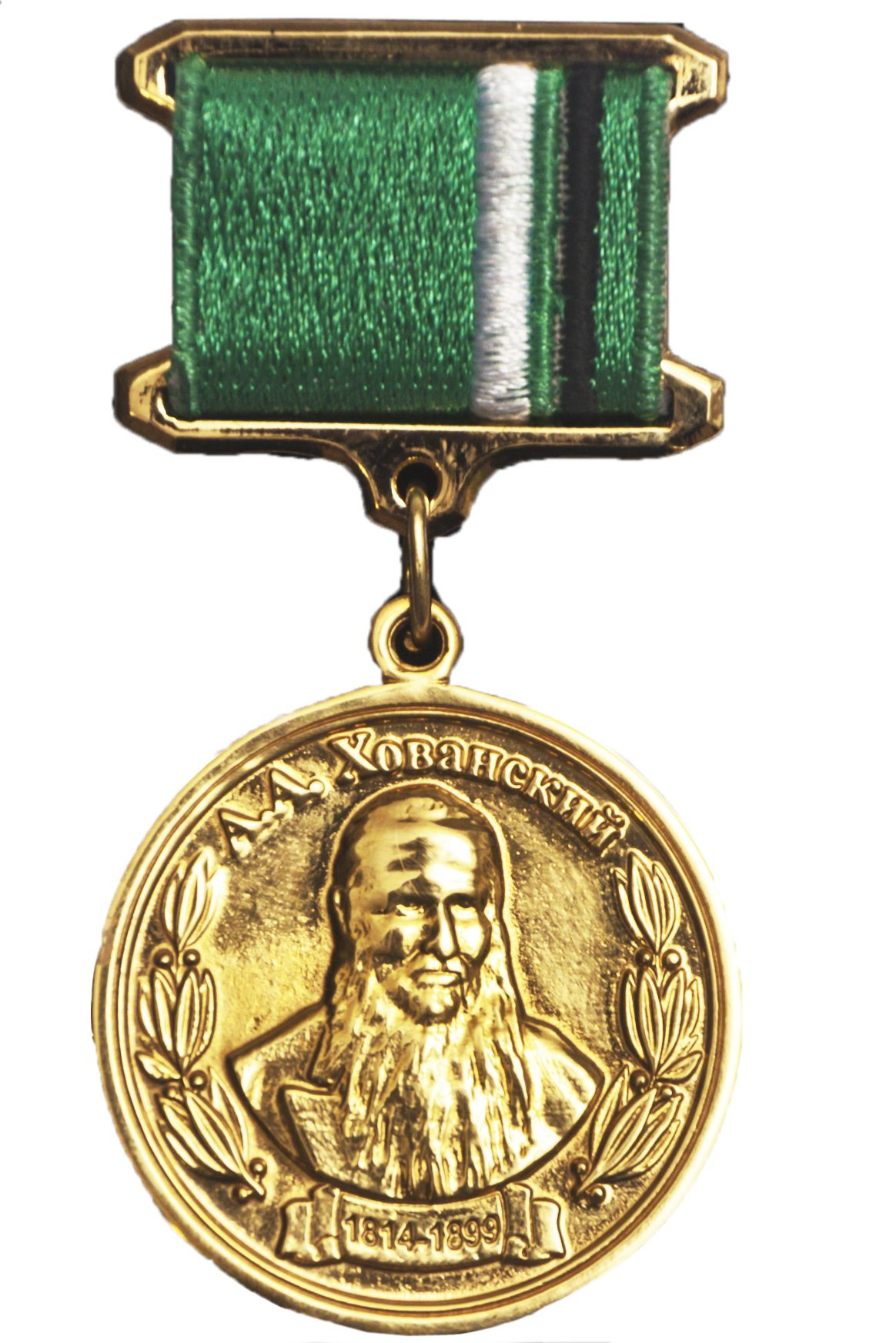
Medal im. A. Chowanskiego

Po śmierci Chowanskiego w 1899 roku powołano Fundusz Chowanskiego (odtworzony w 2009 roku), ufundowano również coroczną nagrodę dla najlepszych nauczycieli. Fundusz Chowańskiego (ros. Фонд Хованского) jest pedagogiczną dobroczynną organizacją, założona w 1899 roku w Woroneżu. Fundusz jest finansowany z własnych środków założycieli oraz darowizn ze strony obywateli, firm i organizacji.

### Мotto
Mottem fundacji są następujące słowa Chowańskiego A.: 

„Skarbiec wiedzy jest niewyczerpalny; ono ma też taką cechę, iż ten, który nim się dzieli, sam go nie pozbawia się; mało tego: dawanie jest tu uzyskiwaniem: wraz z podniesieniem poziomu oświaty w społeczeństwie, wznosi się też ten, który temu sprzyja”.

### Fundowanie nagród
Fundusz ustanowił dwie nagrody ku upamiętnieniu 200 rocznicy urodzin Aleksego Chowańskiego za wybitną działalność na polu pedagogiki: medal „Żywe Słowo” – dla wyróżnienia nauczycieli angielskiego i innych języków, oraz statuetkę Aleksego – dla dydaktycznych i twórczych zespołów.

### Działalność
Jedną z form działalności funduszu jest organizacja konkursu „Żywe Słowo” na najlepszych nauczycieli języków oraz historii, co ma zapełnić jego zwycięzcom wsparcie finansowe. Innym jeszcze celem Funduszu jest nadawanie corocznej premii dla najlepszych wydawców. Poza tym, fundusz prowadzi badania w dziedzinie komparatystyki, mitologii porównawczej, historii lokalnej, psychologii społecznej, etnologii, psycholingwistyki oraz semiotyki.

## Wybrane publikacje
- Живое слово для изучения русского языка // ред. А. Хованский. Воронеж, 1889.
- Приложение сведений из логики к чтению и писанию сочинений // ред. А. Хованский. Воронеж, 1890.
- Хрестоматия к методике «Живое слово» // ред. А. Хованский. Воронеж, 1897.